# Ельфійська пісня
«Ельфі́йська пі́сня» (яп. エルフェンリート, Еруфен Рі: то, нім. Elfen Lied, МФА: [elfen li: t]) — манґа та аніме серія жахів про нову расу наділених надприродними здібностями мутантів — диклоніусів. Манґа була завершена в 2005 році і складається з 13 томів. Манґака спочатку задумав її як коротку історію, і не сподівався на те, що вона здобуде популярність, але манґа відразу завоювала любов читачів, тому її перша половина згодом була серіалізірована й адаптована в однойменний аніме-серіал.
Як аніме, так і оригінальна манґа, відрізняються жорстокістю та кривавістю. Також там є етті (в аніме) та порнографічні (в манзі) сцени. З другого боку, для «Ельфійської пісні» (особливо для аніме) характерні кавайний дизайн головних героїв та напівмелодраматичний сюжет. Твір можна доволі точно охарактеризувати як «суміш вкрай кривавого трешу з вкрай сопливою мелодрамою». Подібне поєднання страшного та милого, жорстокості та ніжності справляє сильне враження, завдяки якому Ельфійська пісня має як палких прихильників, так і ненависників.

## Сюжет
Усі сюжетні лінії твору можна згрупувати у дві тісно переплетені основні, які дуже відрізняються стилістично. Власне, саме різниця між подіями, що відбуваються одночасно і майже поруч, є найяскравішим художнім прийомом твору. Також пізніше з'являється третя ретроспективна лінія — події, що відбувалися з головними героями в дитинстві.
Першою є лінія секретної установи, яка досліджує, тримає в ув'язненні та знищує диклоніусів — мутантів з надприродними можливостями. Аніме починається з втечі головної героїні, диклоніуса Люсі, з бази цієї установи. Протягом усього серіалу показуються як спроби організації зловити Люсі, так і події в організації (перш за все лінія керівника установи Курами). Усі лінії цього напрямку витримані в стилі психологічної драми, саме на неї припадає абсолютна більшість сцен насильства й жорстокості.
Другою лінією є історія, пов'язана з головним героєм — юнаком на ім'я Кота. Кота повертається у місто, куди приїжджав колись зі своєю родиною. Щоправда, через психологічну травму, він погано пам'ятає, що саме тоді відбулося. Тут на нього чекає з дитинства закохана в нього двоюрідна сестра — Юка. Разом вони зустрічають дивну, хвору на втрату пам'яті, дівчину і забирають її до себе додому. З часом вони підбирають іншу бездомну дівчинку, Маю, та ще одного диклоніуса — Нану. Вони живуть усі разом по суті однією родиною. За жанром ця частина є побутовою мелодрамою в стилі гарему з елементами етті та комедії.
Внаслідок роздвоєння особистості головна героїня, диклоніус Люсі, або безжальна, бита життям, дівчина в першій лінії, або ж мила та безпорадна, з розумом малолітньої дитини, в другій.
Пізніше з'являється ретроспективна лінія присвячена подіям, які сталися з головними героями багато років тому. Події минулого також поділяються на дві частини — сповнене жорстокості життя маленького диклоніуса та мирні сцени дружби двох дітей.
В міру розвитку сюжету як зараз, так і в минулому, обидві лінії дедалі частіше перехрещуються і, під кінець серіалу, зливаються в одну. Кота з'ясовує, ким є знайдена ним з Юкою дівчина, та згадує своє минуле. В свою чергу секретна організація врешті-решт вистежує Люсі. Усі сюжетні лінії серіалу сходяться і розв'язуються.

## Виробництво

### Місце подій
Події серіалу відбуваються в Камакурі. В ньому широко використувувалися реальні місцевості цього міста, змальовані часом з фотографічною точністю. Хоч звісно в аніме усе зображено в дещо ідеалізованому, яскравішому вигляді. Нижче наведено ряд прикладів порівняння реальних та намальованих краєвидів.
| Кадр з аніме | Камакурська світлина | Кадр з аніме | Камакурська світлина |
| ------------ | -------------------- | ------------ | -------------------- |
|              |                      |              |                      |
|              |                      |              |                      |
|              |                      |              |                      |

### Фантастичні елементи
Фантастичними сюжетними ідеями Ельфійської пісні є диклоніуси та їх надприродні здібності.
Диклоніуси — фантастичний підвид Homo sapiens. Їх поява в серіалі не пояснюється, повідомляється лише, що зрідка в людей народжуються подібні «мутовані» діти. З науковою точки зору, враховуючи той факт, що диклоніуси відрізняються від людей цілим комплексом невипадкових рис їх слід розглядати як окремий, споріднений, але відмінний від людей підвид, появу якого не можна пояснити разовою мутацією, однак в творі вони є типовими для сучасної фантастики мутантами. Зовні диклоніуси відрізняються від людей лише специфічними виступами на голові у вигляді кавайних «ріжок». Головні відмінності між людьми та диклоніусами полягають в надприродних здібностях, до яких належать вектори, здатність ловити невеликі предмети, відчувати з певної відстані одне одного та «заражати» людей.
Диклоніуси поділяються на повноцінних, вроджених та сильплітів які є дітьми «заражених» іншими диклоніусами людей. Єдиною, але принциповою відмінністю між цими двома видами диклоніусів є здатність до нормального природного розмноження — сильпліти безплідні.
Ще однією ймовірною відмінністю від людей є наявність у диклоніусів ряду невластивих людям інстинктивних поведінок. Наприклад повідомляється про те, що використовувати вектори як зброю вони можуть лише проти людей. Також в аніме показуються видіння які можна інтерпретувати як своєрідний «голос крові».

Вектори виглядають як невидимі (це імітується напівпрозорістю) руки

Вектори «ростуть» зі спини, очевидно від хребта

Вектори — головною здібністю диклоніусів є вектори. В серіалі словами Курами стверджується, що через них диклоніуси мають відмінну від людей будову мозку. Вектори це ніби невидимі гнучкі руки. Вони мають певну чітковизначену довжину. Вектори дуже сильні та швидкі й можуть за бажання проникати крізь живі тканини. Поєднання усіх цих рис робить вектори дуже небезпечною, хоч і не всесильною зброєю. Вектори розвиваються в диклоніусів з певного віку і з часом посилюються. Кількість, довжина та сила векторів різні в різних диклоніусів.
Також диклоніуси мають дивну здатність інстинктивно ловити кинуті в них предмети, в тому числі й кулі. В аніме ніде не говориться і не показується щоб для подібного використовувалися вектори, але в манзі це неодноразово підкреслюється. Єдиним принциповим чинником який впливає на можливість диклоніуса зловити кинутий в нього предмет є енергія кидка.
Принциповою є здатність диклоніусів своїми векторами «заражати» людей внаслідок чого діти заражених народжуються сильплітами. Причому подібне вони роблять інстинктивно.
Якщо відкинути технічну частину, то фантастичним сюжетотворчим припущенням Ельфійської пісні є наділення ряду дітей можливістю миттєвого втілення своєї агресії. Диклоніуси відрізняються від людей тим, що для них вбити людину не важче ніж подумати про це. Їх агресія щодо людей в «нормальній» ситуації не має зовнішніх обмежень — лише внутрішні, а які внутрішні обмеження в дітей?

### Ідеї твору
В аніме зачіпаються питання жорстокості, насильства та ксенофобії. Певно найбільшою удачею серіалу, є те, що відповіді на поставлені запитання він не дає. За виключенням безсумнівно негативної оцінки жорстокості усі інші висновки мають робити самі глядачі.
У серіалі є однозначні персонажі на зразок наскрізь позитивних Ню, Маю чи Наночки чи негативних Какузав. Однак головний конфлікт проходить не між хорошими та поганими героями, а між вчинками самих персонажів, центральним з яких безсумнівно є Люсі. Можна стверджувати, що ставлення до неї та головні питання аніме взаємопов'язані. Наскільки травми дитинства можуть бути виправданням поведінки? Взагалі наскільки ставлення до людини виправдовує її ставлення до інших? Чи є причиною конфлікту людська ксенофобія чи агресивність диклоніусів? Що гірше — неконтрольована лють мутантів чи організоване насильство людського суспільства? Наскільки потенційна небезпека може бути виправданням власним злочинам? тощо
Деякі висновки здаються на перший погляд очевидними, але за уважного перегляду помітно, що в серіалі показано факти які можна використати на підтримку прямо протилежних тверджень. Наприклад в Люсі було безсумнівно нещасливе дитинство, а однокласники над нею знущалися, однак в результаті загинули не лише шкільні хулігани які мучили рогату дівчинку, але і її єдина подруга. Люсі багато вбиває не лише під час самооборони але і абсолютно сторонніх ні в чому не винних людей. Вибір ускладняються тим, що та ж Люсі не зображується як сторонній персонаж, щодо якого можна обмежитися холодним зпівставленням безсумнівну жахливі вчинки зроблені нею та по відношенню до неї. Навіть якщо комусь не подобається харизматична, трагічна Люсі не слід забувати, що вона ж є і милою, привабливою та невинною Ню. В самому аніме цей вибір між особистою симпатією та справедливістю прямо ставиться перед Котою. Характерно, що він його власне так і не зробив. Однак подібний вибір кожен з глядачів робить сам. Тож аніме залишає по собі сильне емоційне враження та провокує до рефлексії. Не диво, що воно є гостро дискусійним — як це часто буває різні люди робляться з одного й того самого зовсім різні висновки.

### Стилістика
Стилістика аніме повністю побудована на протиставленнях та переходах. Обидві головні жанрові складові серіалу не є оригінальними. Серед аніме багато творів що змальовують буденне та безтурботне життя кавайних персонажів, чимало і насичених насильством бойовиків. Однак навіть для досвідчених отаку незвичним є кривавий кавай Ельфійської пісні.
Аніме насичене насильством, причому насильством у відвертій та грубій формі — першим кадром серіалу є відірвана рука в калюжі крові, протягом серіалу ще не раз людей буквально розривають на шматки, а кров ллється струмками. Незважаючи на це показ справляє радше враження відвертості ніж смакування — за виключенням кількох випадків не виникає питання «вбили чи не вбили» — усе показано, однак довгого розглядання кривавих шматків немає. У цей вихор насильства так чи інакше потрапляють майже усі персонажі — страждають як головні так і другорядні, як позитивні так і негативні герої, дорослі та діти. Гинуть як «винні» чи принаймні втягнуті у вир подій, так і зовсім сторонні люди — в серіалі дуже багато наглих смертей.
З другого боку, друга сюжетна лінія є неспішним показом життя. Головні герої фактично живуть родиною де Кота батько, Юка мати, а Ню, Маю та Нана діти. Це життя безтурботне, щасливе та буденне. Незвичні до нормального життя диклоніуси та вчорашня бездомна дівчинка радіють самим простим речам на зразок їжі. Кота та Юка ходять на курси, а Маю до школи. В цьому житті не місце серйозним конфліктам — в ньому вирішуєються питання хто поділиться порцією чи буде годувати собаку. Позитивність буденності підкреслюється дизайном персонажів, з їх величезними навіть для аніме очима, та детальними і з любов'ю промальованими сонячними замальовками Камакури. В буденному житті головні позитивні герої м'які та несміливі, вони легко знічуються чи плачуть.

### Lilium
Вступна композиція «Lilium» у виконанні Номі Куміко стала візитівкою серіалу. Це спокійна пісня, що співається латиною на манер молитовного хоралу на тлі повільної музики. Текст пісні є сумішшю цитат з Біблії та кількох дописаних фраз латиною.
Псалом Давида 36:30 — Os iusti meditabitur sapientiam et lingua eius loquetur iudicium (Уста праведного кажуть мудрість, язик же його промовляє про право,)
Книга Якова 1:12 — beatus vir qui suffert tentationem quia cum probatus fuerit accipiet coronam vitae… (Блаженна людина, що витерпить пробу, бо, бувши випробувана, дістане вінця життя…)
Дописане — Kyrie, ignis divine, eleison. Oh quam sancta… Quam serena… Quam benigna… Quam amoena… Oh castitatis Lilium (Господи, вогонь священний, помилуй. О, ти свята… Ти — безтурботна… Ти — благочестива… Ти — милосердна… О пречиста Лілеє)
У візуальному оформленні вступу широко використані роботи Густава Клімта:
|                       |                          |
| Поцілунок (1907—1908) | Водяні змії (1904—1907)  |
|                       |                          |
| Даная (1907)          | Здійснення бажань (1905) |

## Медіа

### Манґа
Написана та ілюстрована Окамото Ріном «Ельфійська пісня» виходила у журналі сейнен-манґи Weekly Young Jump видавництва Shueisha з 6 червня 2002 по 25 серпня 2005. Пізніше Shueisha зібрало 107 глав у 12 танкобонів, які виходили у проміжку з 18 жовтня 2002 по 18 листопада 2005.
У Півнійчній Америці манґу ліцензувало видавництво Dark Horse Comics. Вони видали її англійською мовою у форматі з чотирьох омнібусів, які виходили з 22 травня 2019 по 19 вересня 2020.

### Аніме
Серіал був створений досить молодою аніме-студією Arms, яка до того (і кілька років після) малювала майже виключно хентай.
Також для виконання допоміжні робіт залучалася компанія Studio Guts. У виробництві проміжної анімації були задіяні: F.A.I. International, Hanjin Animation, Jiwoo Production, Kawatatsu, Triple A.
Музикою, а пізніше продажем розповсюдженням серіалу займалася (і займається досі) компанія VAP. Звукозапис здійснювався на студії Seion Studio.
У Японії телесеріал був вперше показаний в 2004 компанією AT-X і повторно транслювався наступного року. Серіал складається з 13 серій і одного поширюваного тільки на DVD спецвипуску, події якого відбуваються приблизно між 10-ю та 11-ю серіями аніме-серіалу, тому його часто називають 10,5 («десятою з половиною») серією або іноді 14-ю серією (оскільки вона є додатком до основних 13). Цей спецвипуск, на відміну від серіалу і манґи, не містить сцен, не призначених для перегляду неповнолітніми, і виконаний в простішій графічній манері.
Розповсюдженням серіалу на DVD та VHS носіях займається компанія VAP.

Обкладинка першого DVD-диску, спеціальне видання
Перший DVD-диск
Другий DVD-диск
Третій DVD-диск
Четвертий DVD-диск
П'ятий DVD-диск
Шостий DVD-диск
Сьомий DVD-диск

В Україні українською мовою вперше по телебаченню серіал демонструвався на телеканалі ТЕТ з 1 вересня по 8 грудня 2008 року. Вдруге аніме було показано на телеканалі QTV 2010 року з новим власним озвученням. Ролі озвучували Павло Скороходько та Катерина Буцька.

### Список серій
| № | Назва | Дата виходу в Японії                                 | Дата виходу в Україні                                                   |
| --- | --- | ---------------------------------------------------- | ----------------------------------------------------------------------- |
| 1 | Випадкова зустріч «Каіко» (邂逅 / Begegnung) | 25 липня 2004                                        | 1 вересня 2008                                                          |
| Перша половина серії показує втечу Люсі з секретної бази. Друга - знайомить глядачів з Котою та Юкою, а також показує як вони знайшли Люсі, в якої внаслідок душевного зриву від зустрічі відбувається роздвоєння особистості. Тож Кота та Юка мають справу не з безжальною вбивцею Люсі, а з милою та безпомічною недоумкуватою Ню. | |                                                      |                                                                         |
| 2 | Знищення «Сото» (掃討 / Vernichtung) | 1 серпня 2004                                        | 8 вересня 2008                                                          |
| На пошуки Люсі відправлено загін спецназу, також по всій Камакурі її шукає поліція. Тим часом Ню втекла від Коти з Юкою та побігла на пляж. Кота знаходить її, однак незабаром на Коту на Ню натрапляє двоє спецназівців. Один з солдатів є вкрай агресивний Бандо, для якого уся ця операція не більше як полювання на живу здобич. Він б'є Коту та знущається над Ню, викликаючи її на бій. Нарешті, коли солдати вже вирішили пристрелити Ню, прокидається Люсі, вбиває напарника Бандо, а його самого калічить, після чого знову стає Ню й втікає. Юка знаходить побитого Коту на пляжі і відвозить його спершу до лікарні, а потім додому, куди повертається також Ню. | |                                                      |                                                                         |
| 3 | В душі «Кьорі» (胸裡 / Im Innersten) | 8 серпня 2004                                        | через зміну в програмі ця серія під час першого показу в ефір не вийшла |
| В серії одночасно показано дві лінії. Курама відправляє на пошуки Люсі Нану — диклоніуса якій він замінив батьків. Юка вирішує не залишати Коту на одинці з Ню і переселяється до них в готель. Закінчується серія тим, що Нана зустрічається з Люсі. | |                                                      |                                                                         |
| 4 | Зіткнення «Шьокуґекі» (触撃 / Aufeinandertreffen) | 15 серпня 2004                                       | 22 вересня 2008                                                         |
| На початку серії показано зустріч Нани та Люсі і бій між ними. Люсі перемагає та відтинає Нані руки та ноги. Тим часом Юка довідується про те, що Маю бездомна і вирішує їй допомогти, а також зустрічає Ню, одночасно Кота приводить Маю до готелю. Кота вирішує не повідомляти про Маю в поліцію. | |                                                      |                                                                         |
| 5 | Легка перемога «Ракшьо» (落掌 / Empfang) | 22 серпня 2004                                       | 29 вересня 2008                                                         |
| В першій половині серії розповідається чому Маю втекла з дому, Кота та Юка удочеряють Маю. В другій половині серії Кота та Юка йдуть на курси і беруть з собою Ню. Професор Какузава що мав читати лекцію помічає Ню. Він розповідає що це його родичка і забирає її. Відіславши Коту з Юкою він накачує Ню препаратами й вирішує скористатися її безпомічністю. Однак доки Ню спить прокинулася Люсі... | |                                                      |                                                                         |
| 6 | Щирі почуття «Чюджьо» (衷情 / Herzenswaerme) | 29 серпня 2004                                       | 13 жовтня 2008                                                          |
| Кота хвилюється за Ню і незважаючи на пізній час йде в інститут до Какузави. Однак Люсі вже втекла, тож він знаходить лише труп професора. Кота повертається і вони з Юкою йдуть шукати Ню і врешті решт знаходять. Тим часом вилікуваний Бандо тікає з лікарні — він вирішує знайти та вбити Люсі. | |                                                      |                                                                         |
| 7 | Друга зустріч «Сайкай» (際会 / Zufaellige Begegnung) | 5 вересня 2004                                       | 20 жовтня 2008                                                          |
| Практично уся серія присвячена Нані. На початку серії Нана зустрічає на пляжі Бандо. Спершу вони мало не повбивали одне одного, але потім порозумілися через спільну ненависть до Люсі. Потім Нана бродить містом, при цьому показується її повне незнання людського життя. Вона зустрічає Маю, дівчата знайомляться і Маю відводить Нану додому де та зустрічає Ню. | |                                                      |                                                                         |
| 8 | Початок «Коші» (嚆矢 / Beginn) | 12 вересня 2004                                      | 27 жовтня 2008                                                          |
| Коли Нана бачить Ню вона її атакує, але швидко бачить, що це не Люсі та розуміє, що накоїла і втікає. Її переслідує Маю якій Нана розповідає про причини своєї поведінки та про те хто вони з Люсі такі. Тим часом від удару в Ню почався жар, внаслідок якого в ній знову починає прокидатися Люсі. Друга половина серії присвячена спогадам Люсі про дитинство. | |                                                      |                                                                         |
| 9 | Спогади «Цуіоку» (追憶 / Schoene Erinnerung) | 19 вересня 2004                                      | 10 листопада 2008                                                       |
| Майже повністю ретроспективна серія присвячена спогадам Люсі про її перше знайомство з Котою. | |                                                      |                                                                         |
| 10 | Дитя «Еіджі» (嬰児 / Saeugling) | 26 вересня 2004                                      | 17 листопада 2008                                                       |
| Більшість серії присвячена показу подій минулого, в основному історії професора Курами — як він був утягнутий в програму дослідження диклоніусів, про його роботу в ній та особисту трагедію. В цій серії також повідомляється багато важливих фактів про диклоніусів. Другою, допоміжною лінією, є історія про те як Нана приєднується до «родини» і починає жити разом з Маю, Котою, Юкою та Ню. | |                                                      |                                                                         |
| 11 | Ускладнення «Саксо» (錯綜 / Vermischung) | 3 жовтня 2004                                        | 24 листопада 2008                                                       |
| Для того щоб зловити Люсі організація вирішила використати найстрашнішого диклоніуса — Маріко. Її випускають з карцеру де тримали з самого народження й везуть з бази на острові в Камакуру. Курама покидає організацію, знаходить Бандо і обіцяє відремонтувати йому протез, а взамін той має вбити Маріко. ЇЇ наближення також відчуває Нана і вирішує не втікати від своєї долі та не підставляти під удар свою нову родину, а зустрітися з Маріко віч на віч. | |                                                      |                                                                         |
| 12 | Болото «Деінеі» (泥濘 / Taumeln) | 10 жовтня 2004                                       | 1 грудня 2008                                                           |
| Перша половина серії присвячена зустрічі на мосту. Спершу на ловчу партію з Маріко, Шіракави та загону спецназу виходить Нана. Маріко легко долає Нану і помучивши намагається її вбити, але тій вдається тимчасово паралізувати вектори Маріко, однак по цьому Нана падає з мосту. Потім на те ж місце прибігають Кота та Ню. Спецназівці намагаються вбити Ню (і Коту за одно), однак тут прокидається Люсі і вбиває їх усіх (окрім Коти звісно). Кота бачить, що робить Люсі і згадує нарешті ті події восьмирічної давнини через які він усі ці роки старався забути. Між Котою та Люсі починається розмова яку обривають кулі Бандо...                                 | |                                                      |                                                                         |
| 13 | Неповерненка «Фуґен» (不還 / Erleuchtung) | 17 жовтня 2004                                       | 2 грудня 2008                                                           |
| Перша половина присвячена новій зустрічі Люсі, Маріко та Нани. Маріко калічить Люсі однак не вбиває її через появу Курами. Маріко з ревнощів мучить Нану тож Курама кидає спроби її вбити і вперше обіймає свою дочку. Через вибух імплантованої в Маріко вибухівку вона та Курама гинуть. Друга половина серії присвячена головно довгій сцені прощання Люсі та Коти, після якою вона йде на зустріч спецназівцям. Факт смерті Люсі не показаний. У самому кінці серії глядач бачить, що до дому Коти хтось подзвонив, і він йде відчиняти. Контури через двері нагадують Люсі, чим прозоро натякається, що вона вижила під час перестрілки.                               | |                                                      |                                                                         |
| додаткова (14 або ж 10,5) | Злива або звідки в дівчини взялися ці почуття «Тоорі аме ніте аруі ва, шьоджьо ва іка ні шіте соно шінджьо ні ітатта ка» (通り雨にて 或いは、少女はいかにしてその心情に至ったか / Regenschauer) | 21 квітня 2005 (дата першого продажу, це OVA епізод) |                                                                         |
| В першій половині серії показане життя Нани в новій родині — вона ніяк не може освоїтися і попервах в неї багато що не виходить. Вона досі не долюблює Ню. Гуляючи містом вона зустрічає Бандо і на його вимогу вирішує відвести Люсі до нього, аби той вбив її. Нана під приводом прогулянки виводить Ню з дому, однак вони потрапляють під дощ, а Ню падає і забившися губить свідомість. Нана ховаючися від дощу затягує Люсі в сусіднє святилише. Поперемінно показуються спогади (сни) Люсі про те як її захопили в полон та роздуми й коливання Нани яка збирається її вбити. Врешті решт Нана вирішує не вбивати Ню.                                                 | |                                                      |                                                                         |

## Elfen Lied Fight Game

ігрове меню Elfen Lied Fight Game

Ню стріляє в Нану

У 2003 році компанією outback була розроблена гра Elfen Lied Fight Game базується на манзі. Ця гра являє собою 2D-файтинг, де на вибір гравця представляють десять персонажів. Крім присутніх в манзі Люсі, Ню, Маріко, Нани, Маю, Люсі в дитинстві, клонів Маріко та Ганни в ній є не зустрічаються ніде Мисакі та Втрачений Номер. Також в деяких атаках персонажів та серед противників там є Курама, Бандо та деякі інші персонажі з манґи. Більшість атак являють собою удари векторами або підручними предметами, але у Ню є пістолет-кулемет MAC-10 та плазмова гармата, а у Місакі в руку вставлений бластер. На сьогоднішній день це єдина офіційна гра на тему Elfen Lied.